# AVCS
L'AVCS o Active Valve Control System è una tecnologia utilizzata da Subaru per variare la fasatura delle valvole a fungo d'aspirazione tramite la pressione idraulica dell'olio, per ruotare l'albero a camme in modo da fornire un ottimale flusso d'aria in entrata e in uscita del motore.
Il sistema è a ciclo chiuso e utilizza sensori sull'albero a camme, sull'albero motore, i sensori del flusso d'aria, posizione del comando gas, così come sensori d'ossigeno e/o sensori del rapporto aria-carburante, al fine di calcolare il carico del motore.

L'ECU è programmato per funzionare con valvole di controllo che regolano la pressione idraulica in modo da spostare l'albero a camme nella posizione che fa fornire al motore le migliori prestazioni, mentre badano alle norme sulle emissioni.
AVCS è usato nella Version 7 e con i motori EJ207, EJ255 e EJ257, la seconda generazione EZ30D (dopo il 2005 per il mercato USA) montati sulla Subaru Outback, Subaru Legacy 3.0R e la B9 Tribeca. Un Dual AVCS utilizza sia il sistema d'aspirazione e scarico per EZ36 per la TriBeCa del 2008.
Dual AVCS si trova anche sul Japanese Spec engines.